# Демографска катастрофа на България през XXI век
За демографска катастрофа на България се говори през XXI век.[ неясно? ] Изразът означава демографските процеси протичащи в страната по време на т.нар. преход на България към демокрация и пазарна икономика.

## Численост на населението на България след Освобождението
| \| Година на преброяване \| Численост \| \| --------------------- \| --------- \| \| 1880 \| 2 007 919 \| \| 1887 \| 3 154 375 \| \| 1892 \| 3 310 713 \| \| 1900 \| 3 744 283 \| \| 1905 \| 4 035 575 \| \| 1910 \| 4 337 513 \| \| 1920 \| 4 846 971 \| \| 1926 \| 5 528 741 \| \| 1934 \| 6 077 939 \| \| 1946 \| 7 029 349 \| \| 1956 \| 7 629 254 \| \| 1965 \| 8 227 966 \| \| 1975 \| 8 727 771 \| \| 1985 \| 8 948 649 \| \| 1992 \| 8 487 317 \| \| 2001 \| 7 932 984 \| \| 2011 \| 7 364 570 \| \| 2021 \| 6 519 789 \| |           |
| Година на преброяване | Численост |
| 1880 | 2 007 919 |
| 1887 | 3 154 375 |
| 1892 | 3 310 713 |
| 1900 | 3 744 283 |
| 1905 | 4 035 575 |
| 1910 | 4 337 513 |
| 1920 | 4 846 971 |
| 1926 | 5 528 741 |
| 1934 | 6 077 939 |
| 1946 | 7 029 349 |
| 1956 | 7 629 254 |
| 1965 | 8 227 966 |
| 1975 | 8 727 771 |
| 1985 | 8 948 649 |
| 1992 | 8 487 317 |
| 2001 | 7 932 984 |
| 2011 | 7 364 570 |
| 2021 | 6 519 789 |

Според оперативната отчетност на НСИ броя на населението на България достига своя максимум от Освобождението през 1989 г., когато брои близо 9 млн., а в края на 2023 г. е 6 445 481 жители, което значи че за близо 35 години т.нар. преход 2,5 млн. жители на страната „са изчезнали“.[източник? (Поискан днес)] Демографската катастрофа се дължи както на трайния темп на спад на раждаемостта, така и на емиграция от България в 21 век, а причините за демографския процес са социални, с всеобщата липса на каквато ѝ да е държавна политика даваща резултати в посока противодействие, пресичане и спиране на изключително негативния социален процес. Според прогнозни данни на НСИ населението на България към 2095 г. ще е 5 млн.

## Същност
За справянето с демографската катастрофа са необходими радикални и решителни политически действия, т.е. коренна промяна на цялостната политика по време на т.нар. преход, защото в противен случай през втората половина на XXI век България ще премине в резултат от нея в историческото небитие. За специалистите, извън политиците: средствата за масова информация в България са най-съпричастни за задълбочаване на кризата, защото или я премълчават или я пренебрегват, оприличавайки я на демографска криза, т.е. заблуждават общественото мнение по проблема. Следствие от необратимостта на социалния процес е и делигитимацията на властта, като още от парламентарни избори през 2014 г. спечелени от ПП ГЕРБ, избирателната активност трайно се свлича под 50%.